# Harry Gilby

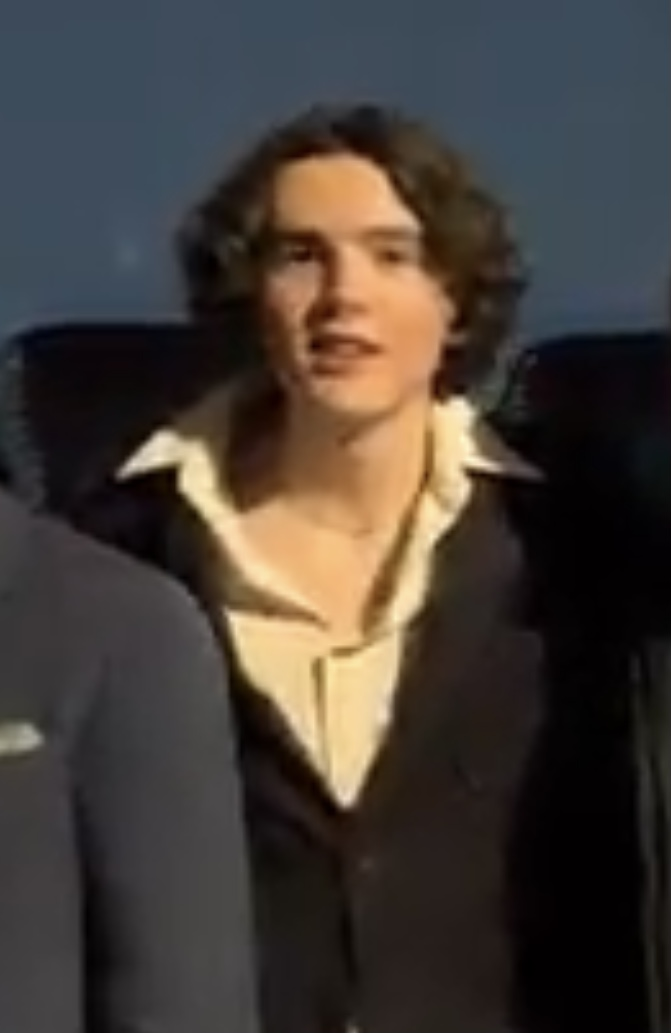
Harry Gilby (2023)

Harry Gilby (* 21. August 2001 in Nottingham, Nottinghamshire, England) ist ein britischer Schauspieler.

## Leben
Gilby wurde am 21. August 2001 in Nottingham als Sohn von Neil und Helen Gilby geboren. Er besuchte die Sutton Bonington Primary School, bevor er mit elf Jahren ans Trent College wechselte. Während seiner Grundschulzeit trat er in lokalen Theateraufführungen auf, darunter High School Musical, Joseph and the Amazing Technicolor Dreamcoat, The Full Monty und Whistle down the Wind. Gegen Ende seiner Zeit an der Grundschule sprach er in Nottingham bei The Television Workshop vor und wurde anschließend Mitglied.
Er gab 2016 in einer Episode der Fernsehserie Jericho sein Fernsehschauspieldebüt. 2017 folgte im Film Einfach Charlie die Hauptrolle des titelgebenden Charlie Lyndsay. Für seine Performance als transgeschlechtliches Mädchen wurde er bei den British Independent Film Awards 2017 als bester Newcomer nominiert. Im Folgejahr spielte er im Kurzfilm Evie mit, der am 28. September 2018 auf dem Encounters Short Film and Animation Festival uraufgeführt wurde. 2019 stellte er im Film Tolkien die historisch anspruchsvolle Rolle des jungen J. R. R. Tolkien dar. Im selben Jahr war er außerdem in drei Episoden der Fernsehserie Casualty in der Rolle des Toby Williams zu sehen. 2020 hatte er die Episodenrolle des Robin Martin in der Fernsehserie Grantchester inne. 2022 stellte er in insgesamt zehn Episoden des Netflix Original The Last Kingdom die Rolle des Aethelstan dar. Dieselbe Rolle verkörperte er 2023 im Spielfilm The Last Kingdom: Seven Kings Must Die erneut, der die Serie final abschloss.

## Filmografie (Auswahl)
- 2016: Jericho (Fernsehserie, Episode 1x04)
- 2017: Einfach Charlie (Just Charlie)
- 2018: Evie (Kurzfilm)
- 2019: Tolkien
- 2019: Casualty (Fernsehserie, 3 Episoden)
- 2020: Grantchester (Fernsehserie, Episode 5x06)
- 2022: The Last Kingdom (Fernsehserie, 10 Episoden)
- 2023: The Last Kingdom: Seven Kings Must Die
- 2023: ManMade (Kurzfilm)
- seit 2024: Boarders (Fernsehserie)
- 2025 Culpa Mía – Meine Schuld: London (My Fault: London)

## Theater (Auswahl)
- High School Musical
- Joseph and the Amazing Technicolor Dreamcoat
- The Full Monty
- Whistle down the Wind